# Piaseckie Pole
Piaseckie Pole – kolonia wsi Piaseczno w Polsce, położona w województwie pomorskim, w powiecie tczewskim, w gminie Gniew. Wchodzi w skład sołectwa Piaseczno.
W latach 1975–1998 kolonia położona była w województwie gdańskim.